# 伯納德·加里
伯納德·加里（英語：Bernard Curry；1976年11月5日—）是一位澳大利亞演員，出生在悉尼。他最著名的作品是在家有芳鄰和聚散離合這兩部肥皂劇中的出演。

## 外部連結
- Bernard Curry在互联网电影资料库（IMDb）上的資料（英文）
- Bernard Curry's profile at homeandaway.com.au